# Китс-Коути
Дом Китс-Коути, или просто Китс-Коути, англ. Kit’s Coty (House) — условное наименование остатков неолитического камерного каирна на холме Блу-Белл близ Эйлсфорда в английском графстве Кент. По своей конструкции относится к медуэйским мегалитам.
Несмотря на то, что памятник сильно разрушен сначала пахотными работами, а позднее вандалами, до сих пор сохранился впечатляющий вход в гробницу. Он состоит из трех вертикальных валунов ортостатов, на которых лежит горизонтальная плита, высотой три метра. Скорее всего, он находился с одного конца ориентированного с востока на запад длинного кургана, уходящего на 70 метров в глубину. Ещё один камень на площадке, называемый Генеральским Камнем или Генеральской Гробницей, был разрушен в 1867 году, и мог также относиться к постройке. Уильям Стьюкли посетил достопримечательность в 1722 году и смог зарисовать объект, пока он ещё находился в относительной целостности. До этого, Сэмюэл Пипс также осмотрел постройку и написал:
Три огромных камня стоят вертикально, а ещё один огромный круглый лежит поверх них, крупные по размеру, хотя и не такие крупные, как найденные на Равнине Солсбери. Несомненно, это является предметом большой исторической ценности, и я чрезвычайно рад увидеть его.
В 1854 году памятник был изучен Томасом Райтом (англ. Thomas Wright), который обнаружил примитивные керамические изделия под камнями, а позднее, при раскопках в 1936 году, на близлежащих полях были также обнаружены черепки времен Неолита. При рытье котлована в 1956 году, был обнаружен заиленный ров, окружающий южную часть памятника, и ещё несколько камней, которые были вдавленны в ил при частичном обрушении памятника. В ходе археологических раскопок, предваряющих рытье тоннеля en:High Speed 1, пролегающего неподалёку, были обнаружены руины длинного дома времен Неолита.
В 1885 году Китс-Коути стал одним из первых объектов, внесенных в Каталог Памятников Древности (en:Scheduled Ancient Monument), а металлическим ограждением он был обнесен несколькими годами позже по предложению Питта Риверса. Так как ограждена была только мегалитическая часть кургана, длинный земляной курган так и продолжал вспахиваться, а неприкрытые камни сваливались в близлежащий лесной массив фермерами, где образовав насыпь ещё просматривались до середины XX века, но исчезли к настоящему.
Данный памятник известен, как захоронение Катигерна (англ. Catigern), брата Вортимера и сына Вортигерна (англ. Vortigern), последовавшего за битвой с Саксонским Хорсой в середине пятидесятых готов нашей эры — согласно Англосаксонским хроникам она состоялась в 455 AD. В 1947 году один из боковых камней был изъят.
Памятник en:Countless Stones, также известный как Малый Китс-Коти-Хаус, лежит в 450 метрах с югу.